# Sauze d'Oulx
Sau
Sauze d'Oulx là một đô thị và thị xã của Ý. Đô thị này thuộc tỉnh Torino trong vùng Piemonte, ở chân núi Genevris, đô thị này cách Torino 80 km. Sauze d'Oulx có diện tích 11,7 km2, dân số theo ước tính năm 2007 của Viện thống kê quốc gia Ý là 1157 người. Cùng với Pragelato, Sestriere, Claviere, Cesana Torinese, San Sicario và Montgenèvre ở Pháp, chúng tạo thành khu vực trượt tuyết Via Lattea.
Các đơn vị dân cư:
Đô thị Sauze d'Oulx giáp với các đô thị: